# Kirchhundem
Kirchhundem település Németországban, azon belül Észak-Rajna-Vesztfália tartományban. Lakosainak száma 11 402 fő (2023. december 31.). Kirchhundem Olpe és Lennestadt községekkel határos.

## Népesség
A település népességének változása:
| Lakosok száma | 11 789 | 11 854 | 11 617 | 11 564 | 11 220 | 11 445 | 11 402 |
|               | 1975   | 2015   | 2017   | 2019   | 2021   | 2022   | 2023   |